# Cylichnium spatha
Cylichnium spatha is een slakkensoort uit de familie van de Haminoeidae. De wetenschappelijke naam van de soort is voor het eerst geldig gepubliceerd in 1883 door Watson.